# ميخائيل أندري
ميخائيل أندري (بالألمانية: Michael Andrei)‏ (6 أغسطس 1985 في رومانيا - ) هو لاعب كرة طائرة ألمانيا في مركز وسط ‏. لعب مع Topvolley Antwerpen ‏.

## وصلات خارجية
- ميخائيل أندري على موقع الاتحاد الأوروبي (الإنجليزية)
- ميخائيل أندري على موقع عالم الكرة الطائرة (الإنجليزية)
- ميخائيل أندري على موقع الدوري الألماني للكرة الطائرة (الألمانية)
- ميخائيل أندري على موقع اللجنة الأولمبية الألمانية (الألمانية)